# Монастир святого Флоріана
Монастир Святого Флоріана — один з найстаріших та найбільших монастирів Австрії, розташований в околицях Лінца. Монастир має ім'я святого Флоріана, чиї рештки покояться в базиліці та приваблюють паломників з усієї країни. З 1071 року обитель, що виникла за Каролінгів, належить ордену августинців. Поблизу монастирських стін виросло селище Санкт-Флоріан.
Найстаріші споруди Санкт-Флоріана — залишки стін фортеці. На місці романської церкви, що згоріла 1235 року, була зведена готична, яка, своєю чергою, у 1683–1708 роках була перебудована в стилі бароко за проєктом Карло Антоніо Карлоне. Після смерті Карлоне будівництво монастиря курував знаменитий австрійський архітектор Якоб Прандтауер. Фрески належать пензлю Бартоломео Альтомонте.
У 1744 році Й. Г. Хайбергер став до будівництва теперішньої будівлі бібліотеки, де міститься зібрання зі 130 000 книг та середньовічних рукописів. З цієї бібліотеки походить Флоріанський псалтир (нині у Варшаві). Широко відома також монастирська картинна галерея, де подано рідкісні твори художників дунайської школи, включаючи Альтдорфера.
З монастирем пов'язано життя композитора Антона Брукнера, який народився у сусідньому місті Ансфельден, співав хлопчиком у монастирському хорі, а згодом, у 1848–1854 роках служив органістом в парафії. Брукнер похований у монастирській церкві, його саркофаг розміщений під церковним органом. Альфред Шнітке дав назву «Святий Флоріан» своїй другій симфонії, яка присвячена пам'яті Брукнера.

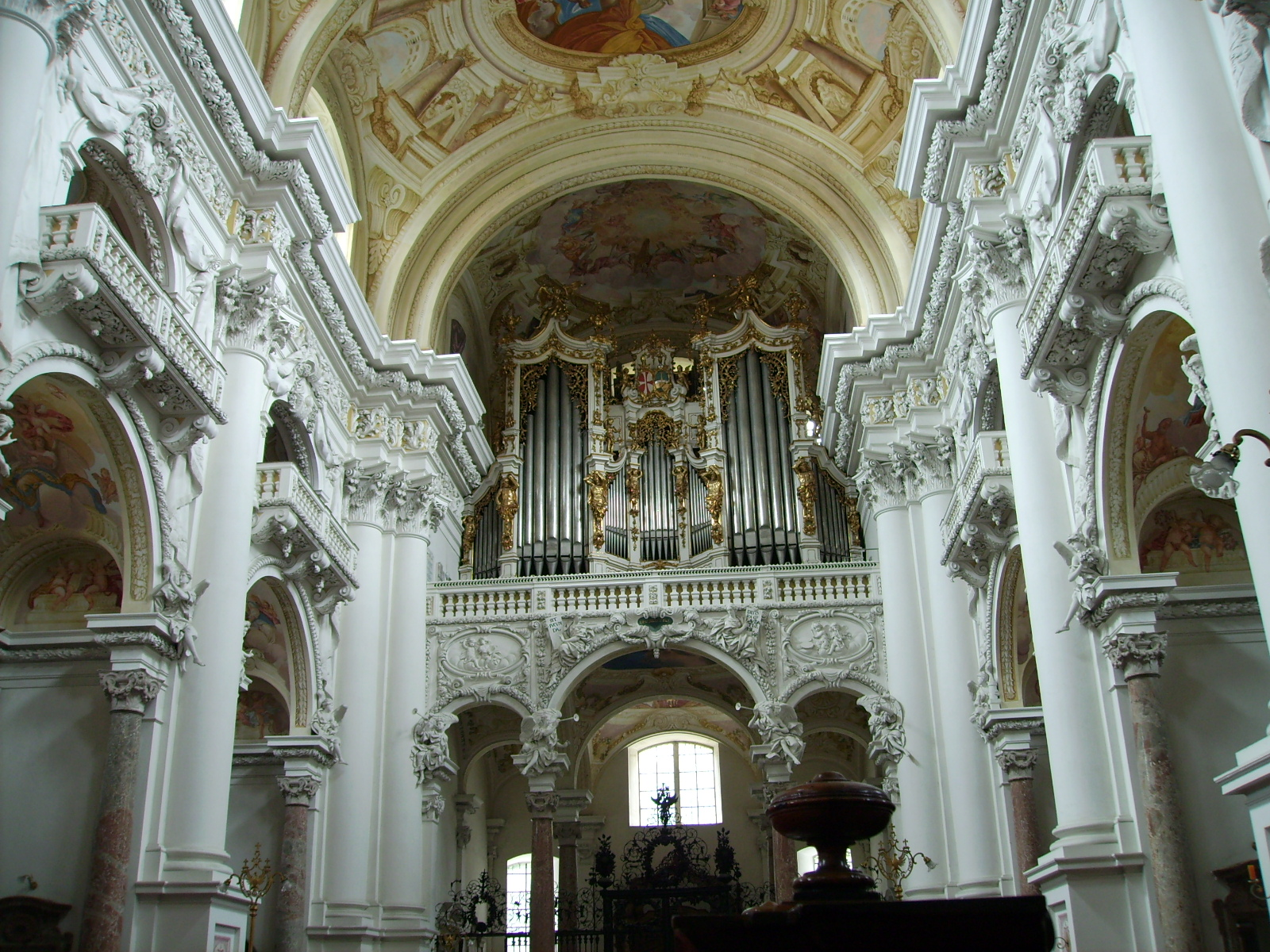
Орган, на якому грав Брукнер
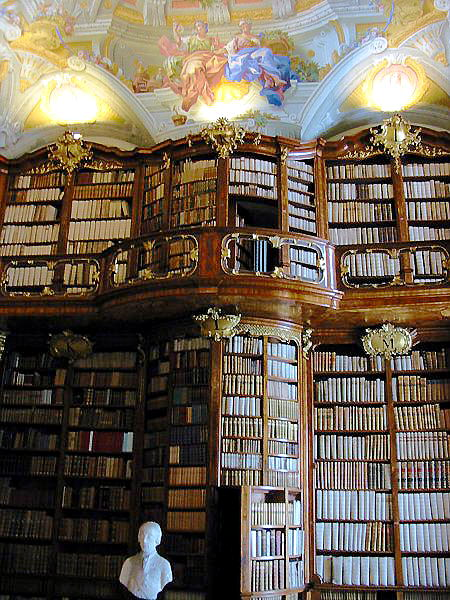
Бароковий інтер’єр бібліотеки
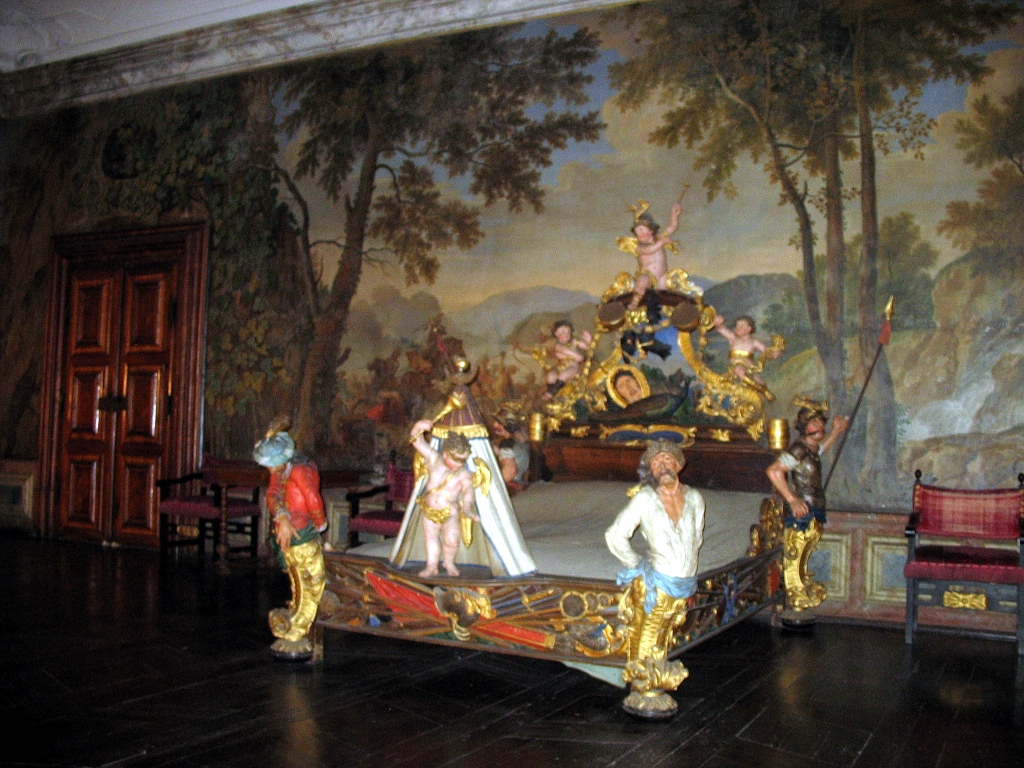
Ліжко Євгенія Савойського з фігурками переможених ним турків
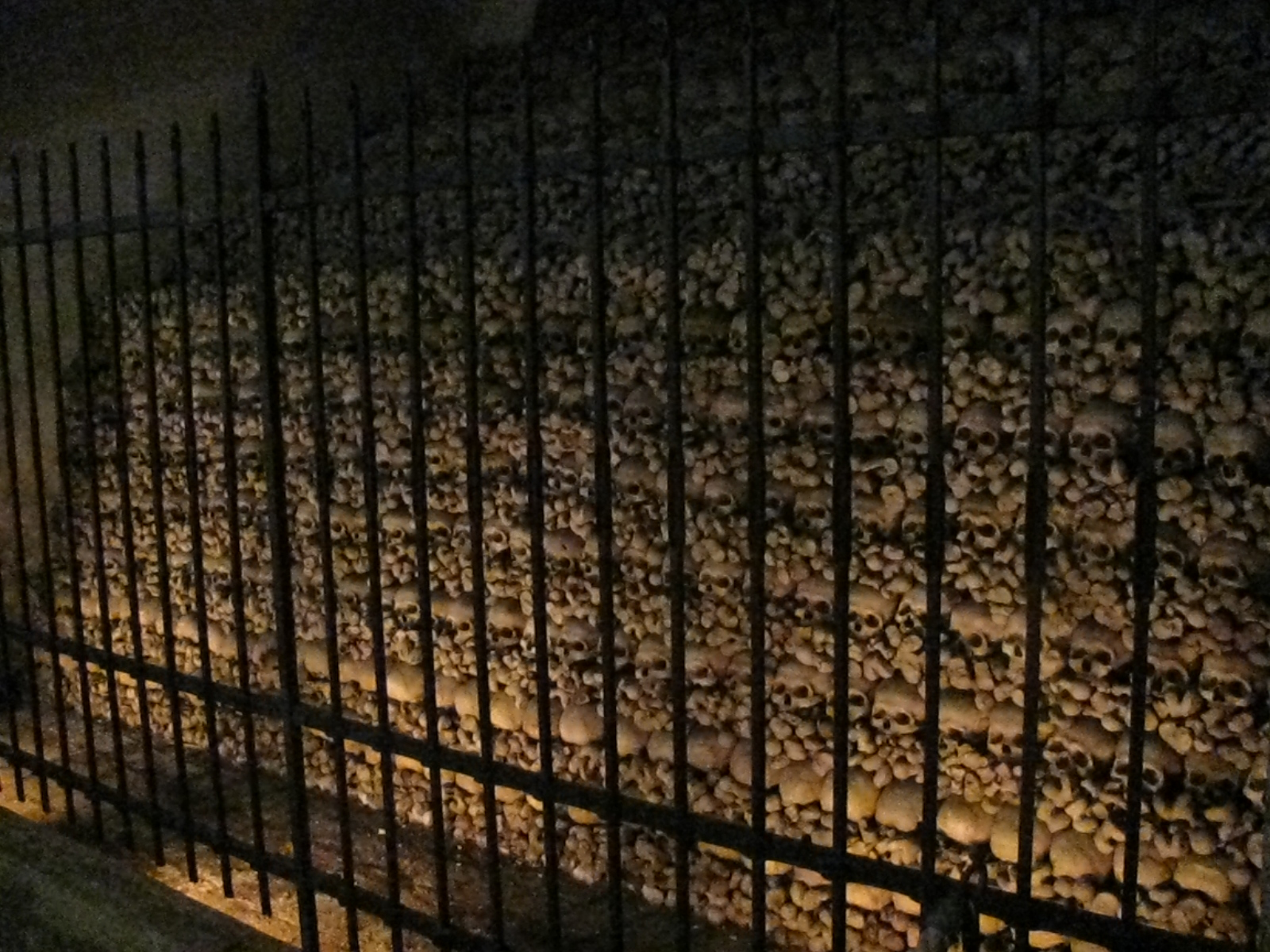
Сховище 6000 черепів, виявлених 1250 року
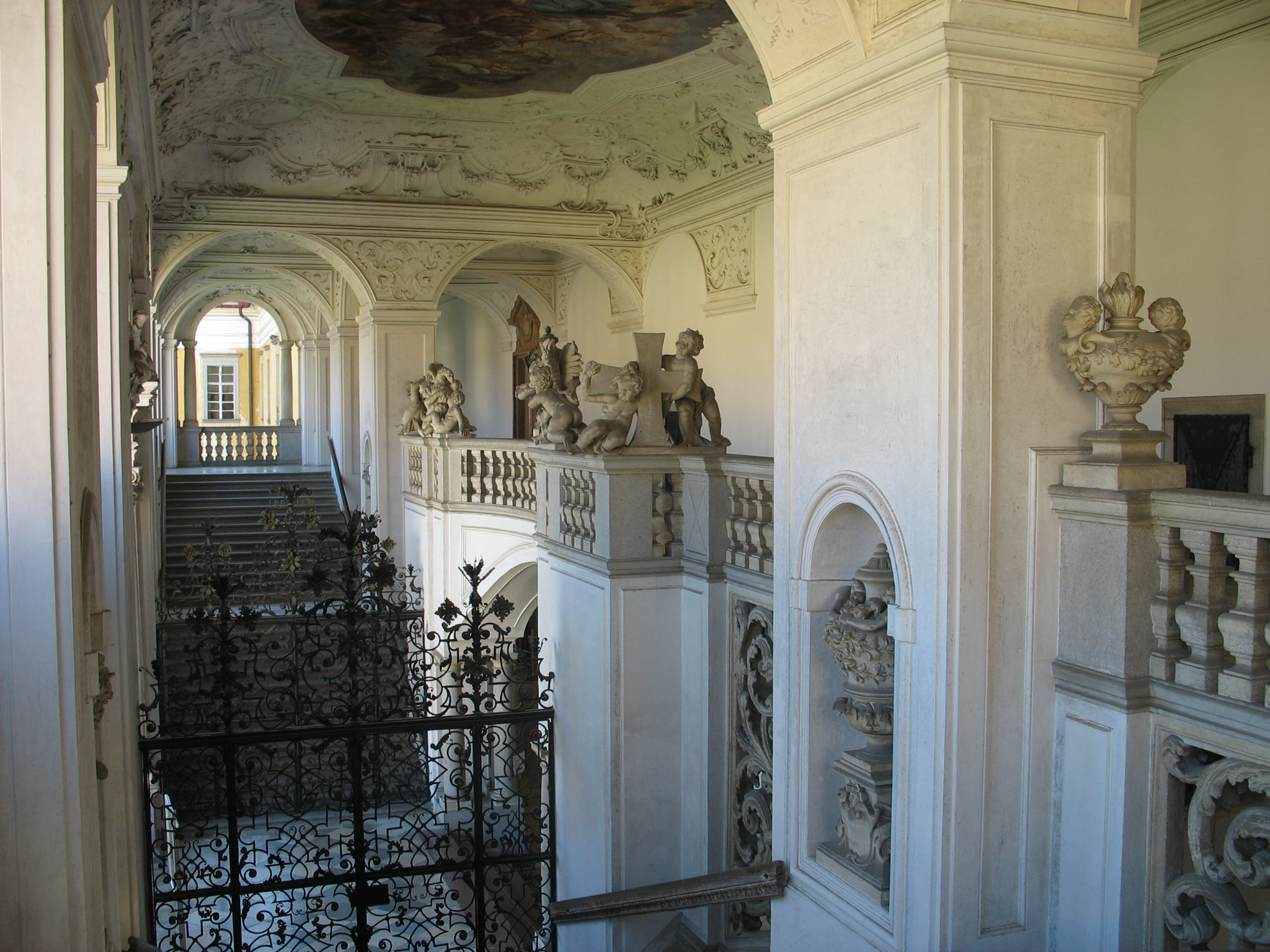
Парадні сходи